# Oton II. Ortenburški
Oton II. Ortenburški (* ~1122 † 1197) je bil grof, ki je izhajal iz družine  Ortenburških grofov, ki so bili koroška plemiška rodbina, ki si je kot matični grad postavila grad Ortenburg v bližini naselja Baldramsdorf pri Špitalu ob Dravi. Bil je drugi mlajši sin grofa Otona I. in Neže Turjaške.

## Življenje
Grof Oton II. Ortenburški  je bil drugi sin grofa Otona I., ki je bil ob smrti očeta še nepolnoleten mladenič. Mladi Oton II. se kot priča prvič pojavi v listini iz leta 1152, ki jo je izdal salzburški nadškof Eberhard ob prisotnosti koroškega vojvode Henrika. Nato se kot priča v listinah navaja med leti 1161 in 1166. Nato za celih 20 let izgine iz listin izdanih na Koroškem, kar da sklepati, da se je verjetno odselil na Kranjsko, saj se parkrat pojavlja v listinah Oglejskega patriarha ali Goriških grofov ali celo Briksenškega škofa, ki je imel posest na Gorenjskem s centrom na Bledu. V tem času je prišlo tudi do spora z bratom Henrikom. Valvasor poroča, da naj bi bil v sporu in vojni s stricem Pilgrimom III. Turjaškim zaradi posesti, ki jo je dobila mati, Turjačanka, kot doto ob poroki (jutrnjo). Valvasor štiristo let kasneje piše, da naj bi bil v tej vojni porušen Turjaški rodbinski grad Turjak (stari grad), grof Oton pa je nedaleč od njega zgradil manjši grad in ga poimenoval po svojem imenu grad Ottenstein.
Leta 1191 sta Oton II. Ortenburški in njegov mlajši brat Herman I., ki je bil koroški naddiakon in protiškof Krške škofije na svojem posestvu zgradila kapelo in bolnišnico za blagor svojih duš ter kapelo opremila s svojo posestjo za podporo ubogim. Salzburški nadškof Adalbert je potrdil to ustanovitev, narejeno v njegovi škofiji, osvobodil kapelo izpod duhovne jurisdikcije matične cerkve, dovolil, da se tam pokopavajo tako ustanovitelji kot njihovi potomci kakor tudi vsi, ki se kažejo dobrohotni do kapele, in imenoval grofa  Otona II. in njegovi potomci za dednega odvetnika (Vogta ali Advocatos) kapele in špitala. Oton II. in Herman Ortenburška sta torej leta 1191 postala ustanovitelja kraja Špital ob Dravi.
Otonov brat Henrik I. je umrl verjetno leta 1192 brez sinov, zato je družinske posesti prevzel Oton. Henrik je pri Stražišču postavil grad Wartenburg ali grad "Stražišče", in zato so Ortenburški prišli v spor z Brižinskimi škofi, ki so hoteli spor in nevarnost rešiti z nakupom gradu Wartenburg (Stražišče). Brižinski škof Oton naj bi v devetdesetih letih 12. stoletja (natančnejši čas ni znan) grad odkupil in ga zaradi varnosti dal podreti.
Oton II. Ortenburški se je leta 1197 podal na križarski pohod v Palestino od koder se po vsej verjetnosti ni nikoli več vrnil. Zato se je prodaja Wartenberga lahko zgodila v času med Henrikovo in Otonovo smrtjo.

## Družina in potomci
Oton je imel dva brata: starejšega Henrika (Henrik I. Ortenburški), ki je gospodaril na koroških družinskih posestih iz gradu Ortenburg; in mlajšega Hermana, ki se je posvetil duhovniškemu poklicu in bil protiškof Krške škofije, koroški naddiakon. Njihova mati je bila grofica Neža Turjaška, ki je v družino prinesla alodialno posest pri Ribnici. Otonova žena je bila Brigida  Vovbrška, hčerka grofa Viljema II. Vovbrškega. V zakonu sta imela tri sinove in hčerko:
- Henrik II. Ortenburški, * ~1178 † 1240
- Herman II., * ~1180 † 19. 5. 1256, ∞ 1) Elizabeta Vovbrška 2) Eufemija iz Plain-Hardegg – kastelan na Ljubljanskem gradu za Spanheime
- Ulrik II., * ~1185 † 1253, škof v Krki med 1221 – 1253
- Oton III. Ortenburški, * ~1190 † 1243/44

| Oton II. Ortenburški Ortenburški grofjeRojen: ok. 1122 Umrl: 1197 |                              |                       |
| Predhodnik: Henrik I. Ortenburški                                 | Ortenburški grof 1152 – 1197 | Naslednik: Henrik II. |